# Zvíkovec
Zvíkovec (en allemand : Swikowetz, auparavant Zwikowetz) est un bourg (městys) du district de Rokycany, dans la région de Plzeň, en République tchèque. Sa population s'élevait à 204 habitants en 2021.

## Géographie
Zvíkovec se trouve à 26 km au nord-nord-est de Rokycany, à 33 km au nord-est de Plzeň et à 56 km à l'ouest-sud-ouest de Prague.
La commune est limitée par la Berounka et les communes de Studená et Chříč au nord, par Slabce au nord-est, par Hradiště et Podmokly à l'est, par Chlum au sud et à l'ouest.

## Histoire
La première mention écrite de la localité date de 1229. Zvíkovec a le statut de bourg (městys) depuis le 8 novembre 2008.

## Galerie

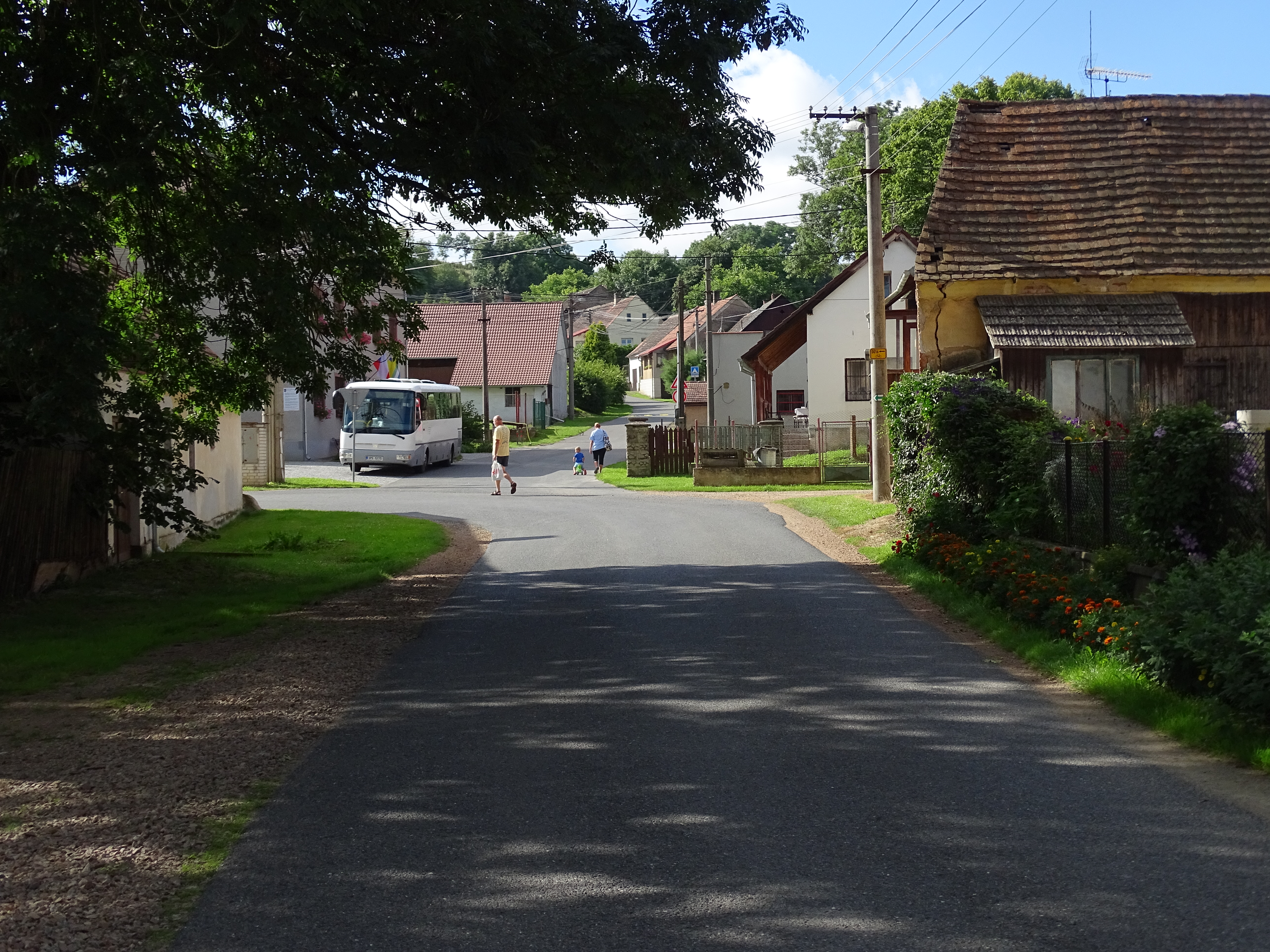
Centre de Zvíkovec.
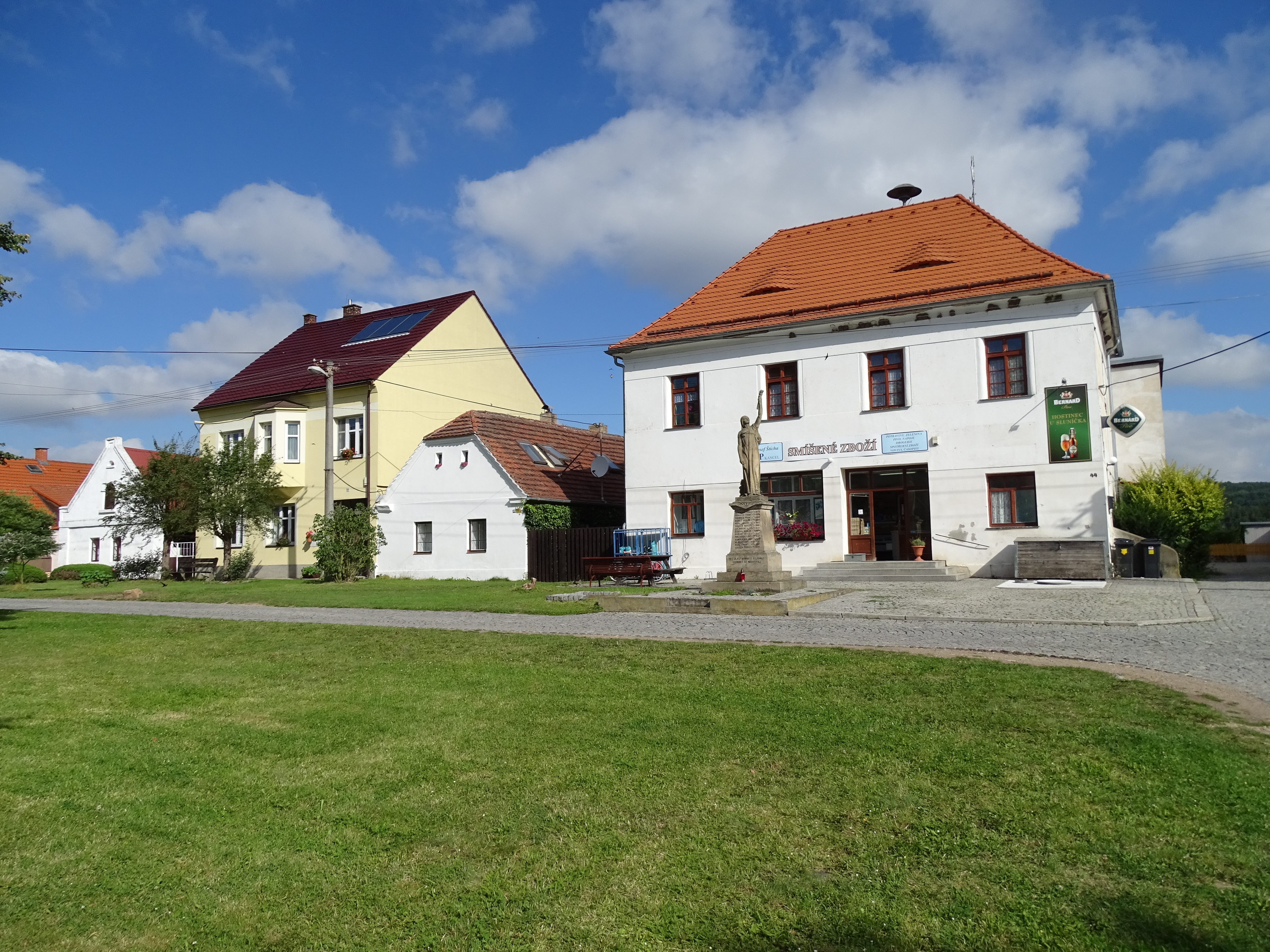
Maisons à Zvíkovec.

## Transports
Par la route, Zvíkovec se trouve à 17 km de Zbiroh, à 36 km de Rokycany, à 45 km de Plzeň et à 71 km de Prague. 